# カステッランツァ
カステッランツァ（イタリア語: Castellanza）は、イタリア共和国ロンバルディア州ヴァレーゼ県にある、人口約1万4000人の基礎自治体（コムーネ）。

## 地理

### 位置・広がり

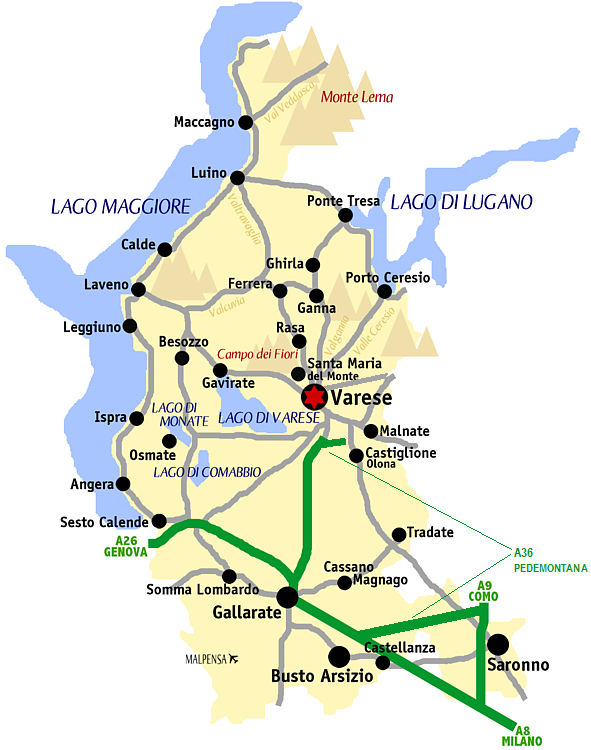
ヴァレーゼ県概略図

#### 隣接コムーネ
隣接するコムーネは以下の通り。括弧内のMIはミラノ県所属を示す。
- ブスト・アルシーツィオ
- レニャーノ (MI)
- マルナーテ (Marnate)
- オルジャーテ・オローナ
- レスカルディーナ (MI)

### 地震分類
イタリアの地震リスク階級 (it) では、4 に分類される
。